# Szczelina przy Jaskini Krętej
Szczelina przy Jaskini Krętej lub Kręta III – schron skalny w postaci szczeliny w Kozłowych Skałach w zachodnim zboczu Doliny Szklarki na Wyżynie Olkuskiej. Znajduje się miejscowości Szklary w województwie małopolskim, w powiecie krakowskim, w gminie Jerzmanowice-Przeginia.

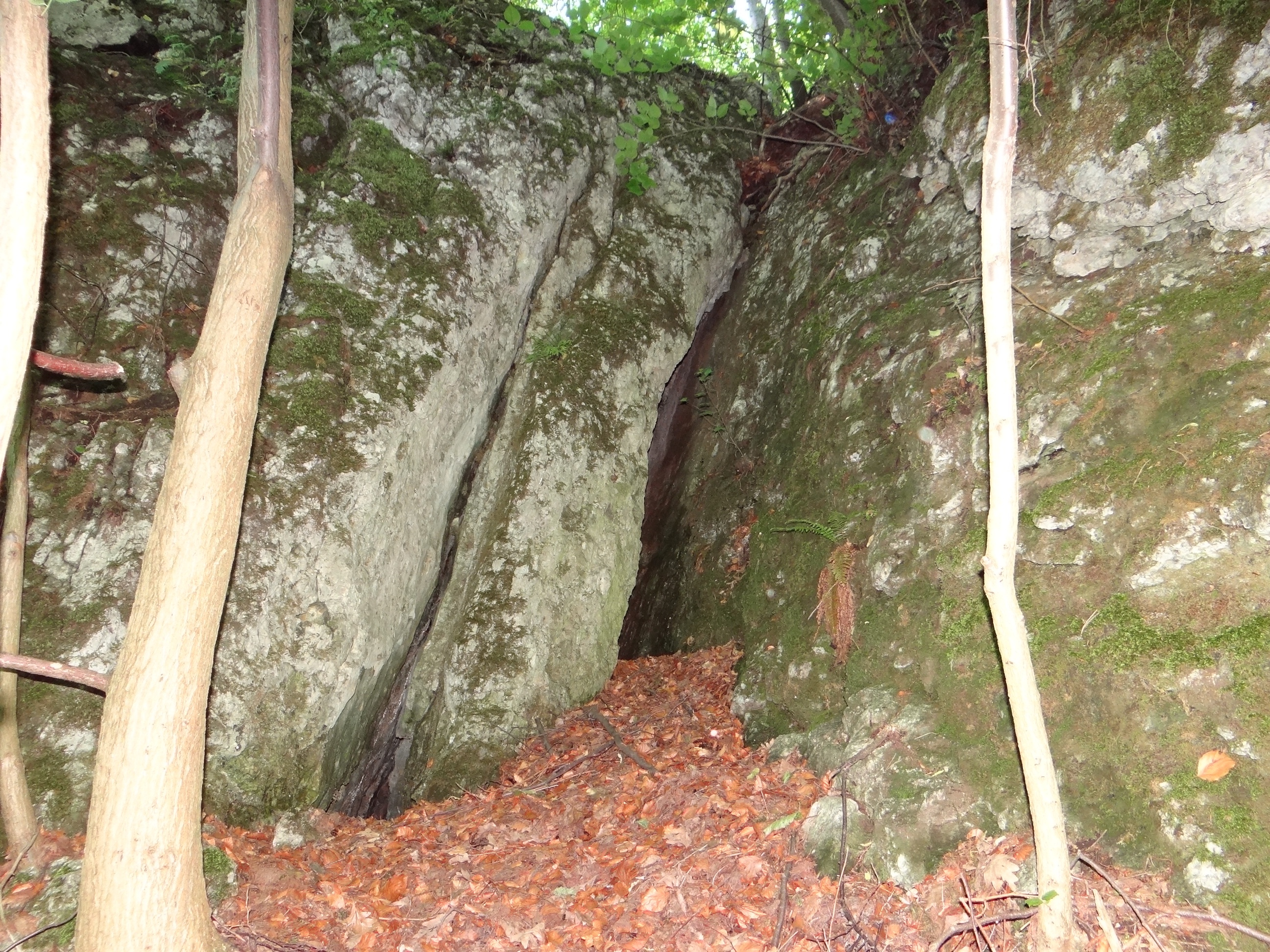
Szczelina przy Jaskini Krętej (po lewej) i otwór 4 Jaskini Krętej

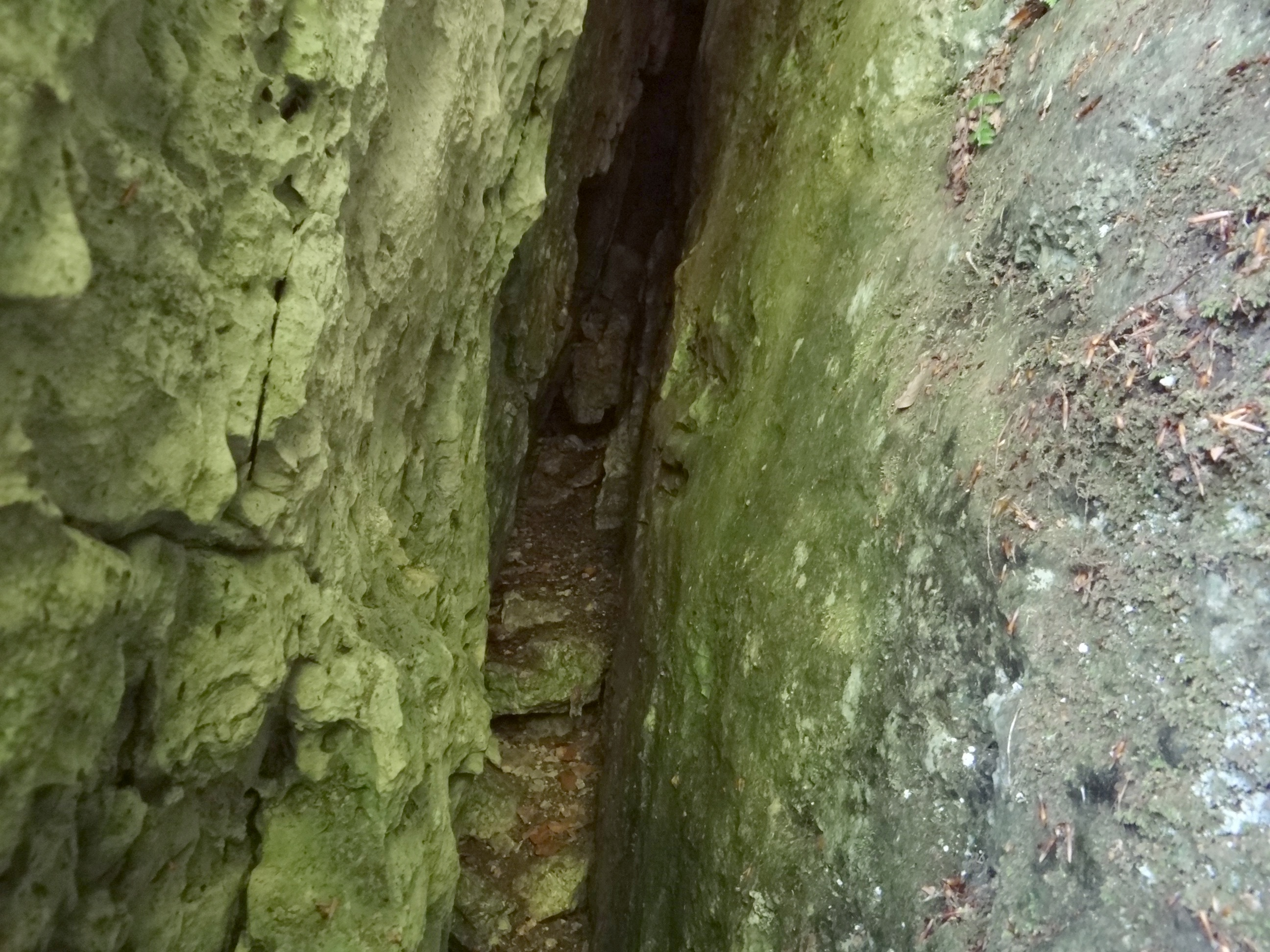
Korytarz

## Opis jaskini
Szczelina zlokalizowana jest w najdalej na północ wysuniętej skale Krętych Skał, tuż obok Jaskini Krętej. Znajduje się na północnej stronie tej skały, obok otworu nr 4 Jaskini Krętej. Obydwa otwory znajdują się na skośnym pęknięciu skały. Otwór Szczeliny przy Jaskini Krętej ma wysokość 3,2 m i szerokość 0,35 m. Ciągnie się za nim pochyła szczelina, która po około 3 m gwałtownie zwęża się i ślepo kończy. 
Szczelina powstała w wapieniach z jury późnej. Znajduje się pomiędzy otworami nr 3 i 4 Jaskini Krętej, jednak nie ma z nią kontaktu. Nacieki w postaci mleka wapiennego i grzybków występują tylko miejscami. Namulisko złożone z wapiennego gruzu, gleby i nawianych przez wiatr liści. Występuje w niej niewielki przewiew, jest wilgotno i jest w całości oświetlona rozproszonym światłem słonecznym. Ze zwierząt obserwowano pająki, m.in. sieciarza jaskiniowego i komary. Początkowe partie ścian porastają glony, mchy i porosty.

## Historia eksploracji i dokumentacji
Po raz pierwszy plan i opis Szczeliny przy Krętej opracowali W.W. Wiśniewski i A. Górny w maju 1975 r. wraz z planem Jaskini Krętej. Nie podali jednak jej nazwy. J. Nowak w 2008 r. wymienia ją w spisie jaskiń Doliny Szklarki jako Krętą III. Obecną dokumentację opracowała I. Luty przy współpracy z H. Namirskim w lipcu 2014 r.